# Josep Vellvehí i Deulofeu
Josep Vellvehí i Deulofeu (Campins, 1926 – febrer del 2002) va ser pagès i alcalde de Campins del 1983 al 1991.
De família d'agricultors, visqué a la masia de can Plana, a Campins, que havia heretat dels seus pares. Va ser alcalde com ho havien estat el seu avi (entre 1901 i 1905), el seu oncle (1920-1924, 1936-1937) i el seu pare (els anys 1932-1933 i 1937-1939). Josep Vellvehí es presentà per CiU i presidí el consistori del març del 1983 fins al 1991. Els seus mandats deixaren l'ampliació de la plaça de la Vila, la construcció del casal de Cultura i de la xarxa de clavegueram i la distribució d'aigua potable a totes les llars de la vila.